# Pertek (stad)
Pertek is de hoofdplaats van het Turkse district Pertek en telt 5737 inwoners (2000).

## Verkeer en vervoer

### Wegen
Pertek ligt aan de provinciale weg 62-51.